# Ринглинг (Оклахома)
Ринглинг (енгл. Ringling) град је у америчкој савезној држави Оклахома.

## Демографија
По попису из 2010. године број становника је 1.037, што је 98 (-8,6%) становника мање него 2000. године.
| Група             | 2000.       | 2010.       |
| Белци             | 983 (86,6%) | 835 (80,5%) |
| Афроамериканци    | 0 (0,0%)    | 5 (0,5%)    |
| Азијати           | 4 (0,4%)    | 4 (0,4%)    |
| Хиспаноамериканци | 19 (1,7%)   | 42 (4,1%)   |
| Укупно            | 1.135       | 1.037       |